# Fatemeh Khavari
Fatemeh Khavari, född 26 januari 2000 i Teheran i Iran, är en svensk aktivist i flyktingfrågan.

## Biografi
Khavari kom med sin mor och syskon till Sverige  2015 som anhörig till en äldre bror i en familjeåterförening. Hon tillhör folkgruppen hazarer. Hennes föräldrar är av afghanskt ursprung och flydde till Iran från Afghanistan.
Khavari och några andra ungdomar grundade 2017 organisationen Ung i Sverige, som fick stor uppmärksamhet efter en sittstrejk hösten 2017. Khavari blev gruppens talesperson och sittstrejkade tillsammans med unga med rötter i Afghanistan för att stoppa utvisningarna av unga afghaner och aktionen pågick i cirka 58 dagar från 6 augusti till 2 oktober. Tillsammans med organisationen Ung i Sverige belönades hon 2018 med Martin Luther King-priset för sin ickevåldsliga kamp för att stoppa utvisningar.
I juni 2018 utgavs hennes bok Jag stannar till slutet tillsammans med ETC-journalisten Annie Hellquist.
Khavari var en av deltagarna i Asylkommissionen mellan 2019 och 2022.
Fatemeh Khavari var 2023 sommarvärd i sommar i P1.

## Priser och utmärkelser
- 2018 – Martin Luther King-priset, tillsammans med organisationen Ung i Sverige.[14]